# Триандрия
Триандри́я, также Триандри́ас (греч. Τριανδρία) — город в Греции, пригород Салоник. Входит в общину (дим) Салоники в периферийной единице Салоники в периферии Центральная Македония. Площадь 1,475 квадратного километра. Население 9986 человек по переписи 2011 года.
Находится к востоку от исторического центра Салоник, Национального стадиона «Кавтанзоглу», университетского городка Университета Аристотеля и района 40 Эклисьон. На востоке граничит с районом Ано-Тумба. Здесь проходит Международная выставка в Салониках.
Название получил от греч. τριανδρία — триумвират, в честь руководителей Движения народной обороны в Салониках в период Национального раскола — Панайотиса Данглиса, Павлоса Кунтуриотиса и Элефтериоса Венизелоса.
Город основан беженцами из Малой Азии в 1915 году. После пожара в Салониках в 1917 году его население пополнилось погорельцами. В 1919 году сюда бежали жители России. После Малоазийской катастрофы в 1922 году население пополнилось беженцами из Малой Азии и Фракии. Официально поселение создано в 1934 году (ΦΕΚ 23Α).
Община Триандрия (Δήμος Τριανδρίας) создана в 1982 году (ΦΕΚ 98Α). В 2010 году (ΦΕΚ 87Α) по программе «Калликратис» община была упразднена и вошла в состав общины Салоники.

## Церковь Святого Спиридона
Церковь была создана в 1922 году беженцами из Малой Азии и Фракии. В 1948 году на ее месте была открыта новая церковь Святого Спиридона. Во время землетрясения 1978 года церковь получила значительные повреждения. На её фундаменте в 1991 году открыта новая церковь.

## Население
| Год  | Население, человек |
| ---- | ------------------ |
| 1991 | 12 060             |
| 2001 | 11 750             |
| 2011 | ↘ 9986             |

## Города-побратимы
- Маасмехелен, Бельгия